# Natriumsalicylat
Natriumsalicylat ist das Natriumsalz der Salicylsäure. Natriumsalicylat dient als Vorstufe zur Synthese von Acetylsalicylsäure (ASS).

## Gewinnung und Darstellung
Natriumsalicylat wird durch Sättigung von Natriumphenolat mit Kohlenstoffdioxid unter hohem Druck und erhöhter Temperatur gewonnen. Dies ist die bereits 1844 industriell eingeführte Kolbe-Schmitt-Reaktion.

## Verwendung
Natriumsalicylat wird verwendet:
- als Antiphlogistikum und Antipyretikum (ähnliche Eigenschaften wie Salicylsäure, aber besser verträglich, jedoch schlechter verträglich als ASS)
- als Keratolytikum zur topischen Anwendung. Früher auch zur Verödung von Krampfadern
- als Nachweismittel für Nitrationen (Bildung von gelb gefärbtem Natriumnitrosalicylat).
- als Konservierungsmittel in der Lebensmittel- sowie Kosmetikindustrie
- als Treibladung in pfeifenden Feuerwerkskörpern
- als Glanzzusatz für cyanidische Messingelektrolyte
- als Szintillatorsubstanz bei der Lumineszenzspektroskopie
- als Vergällungsmittel in Kosmetika